# Limonicola kolomeros
Limonicola kolomeros är en tvåvingeart som beskrevs av Charles L. Hogue 1989. Limonicola kolomeros ingår i släktet Limonicola och familjen Blephariceridae.
Artens utbredningsområde är Colombia. Inga underarter finns listade i Catalogue of Life.